# Vivo cantando
Vivo cantando è stata una delle quattro canzoni vincitrici dell'Eurovision Song Contest 1969, scritta da Maria José de Cerato e Aniano Alcalde e cantata, in spagnolo, da Salomé, in rappresentanza della Spagna franchista.
Il brano da un inizio lento, si evolve poi in un ritmo molto vivace; è cantato dalla prospettiva di una donna che descrive i meravigliosi cambiamenti che sono avvenuti nella sua vita, ed è felice, dal momento che adesso "vive cantando" (il titolo). Due memorabili aspetti dell'esibizione di allora, furono il bizzarro costume indossato da Salomé, un Pertegaz azzurro di quasi 20 kg (un tailleur pantalone formato da molteplici filamenti simili a perline) e il fatto che la cantante, in varie parti del brano, decise di improvvisare un piccolo ballo, anche se questo andava contro le regole del concorso.
La canzone venne eseguita per terza nella serata, dopo il Lussemburgo (con Romuald) e seguita dal Principato di Monaco (rappresentato da Jean Jacques). Alla fine delle votazioni ricevette 18 punti, e così anche la Francia, rappresentata da Frida Boccara, i Paesi Bassi, rappresentati da Lenny Kuhr e il Regno Unito, con Lulu. Dunque, pur "giocando in casa", la Spagna trionfò in ex aequo con altri tre paesi.
Salomé registrò la canzone in altre cinque lingue: catalano ("Canto i vull viure"), basco ("Kantari bizi naiz"), inglese ("The Feeling of Love") francese ("Alors je chante") e italiano ("Vivo cantando").